# The Horrible Crowes
The Horrible Crowes é uma dupla que consiste do vocalista e guitarrista Brian Fallon e do guitarrista Ian Perkins. Além dos Horrible Crowes, Fallon também é membro da banda The Gaslight Anthem, a qual ele formou em 2006.

## Formação
Fallon anunciou a formação dos Horrible Crowes em 20 de janeiro de 2011, no seu blog, explicando que  "o nome vem de um poema chamado "Twa Corbies", que significa "dois corvos" (crows, em inglês). Ele complementou: "Confira, é um comentário sombrio sobre a vida. É o lado mais sombrio da música soul, é lento, se arrasta, e é cru. Ao mesmo tempo, as melodias e os pianos são uma justaposição ao assunto pois são assustadoramente relaxantes. Estou muito orgulhoso dos resultados até o momento, e veremos como vai se sair, mas está em andamento e se tornará um álbum" (o post original saiu do ar).
Fallon também disse que a banda iria fazer uma turnê, mas em uma escala bem menor que o Gaslight Anthem. Ele também garantiu aos fãs que os Horrible Crowes seriam, em suas palavras, um projeto "para ele próprio" e que ele continuaria a focar no Gaslight Anthem.

## Lançamentos
Uma prévia da faixa "Black Betty and the Moon", que faria parte do próximo álbum, foi postada no YouTube 21 de junho de 2011.
O single de estreia dos Horrible Crowes, "Behold the Hurricane", foi disponibilizado para streaming através do site da Rolling Stone em 13 de julho de 2011. Um videoclipe foi lançado com a participação do ator Joseph Mawle. Em 20 de setembro, o videoclipe de "Behold the Hurricane" foi colocado no site dos Horrible Crowes.
Em primeiro de setembro de 2011, a Rolling Stone disponibilizou o álbum de estreia Elsie para streaming na íntegra. O álbum físico foi lançado nos Estados Unidos em 6 de setembro de 2011. O álbum foi considerado uma partida do som e atitude do Gaslight Anthem. Fallon disse, ao descrever o álbum: "Por mais que no Gaslight Anthem eu tenha essa fantasia de ser Bruce Springsteen, eu também tenho essa fantasia de ser Tom Waits ou Greg Dulli. Essas músicas são muito sombrias; são como hinos para pessoas solitárias, é realmente uma viagem através de um colapso e que mergulha na loucura e, com sorte, na redenção". Fallon e Perkins farão um número limitado de shows em suporte ao álbum a partir de 8 de setembro.
Em 2 de dezembro de 2011, o blogueiro Jon Chattman, do "Huffington Post", considerou "Elsie" o segundo melhor álbum de 2011. Ele escreveu, "Do nada, este (não chame de um) projeto paralelo do Gaslight Anthem ressoou tão fortemente em mim. Não há nenhuma música ruim."
Em 24 de setembro de 2013, a banda lançou um DVD/LP/CD ao vivo do seu segundo show no Troubadour em 14 de setembro de 2011.

## Discografia

### Álbuns de estúdio
- Elsie (2011)

### Singles
- "Behold the Hurricane" (2011)
- "Ladykiller" (2012)

### Videoclipes
- Behold the Hurricane (2011)
- Ladykiller (2012)